# حكومة ثنائية

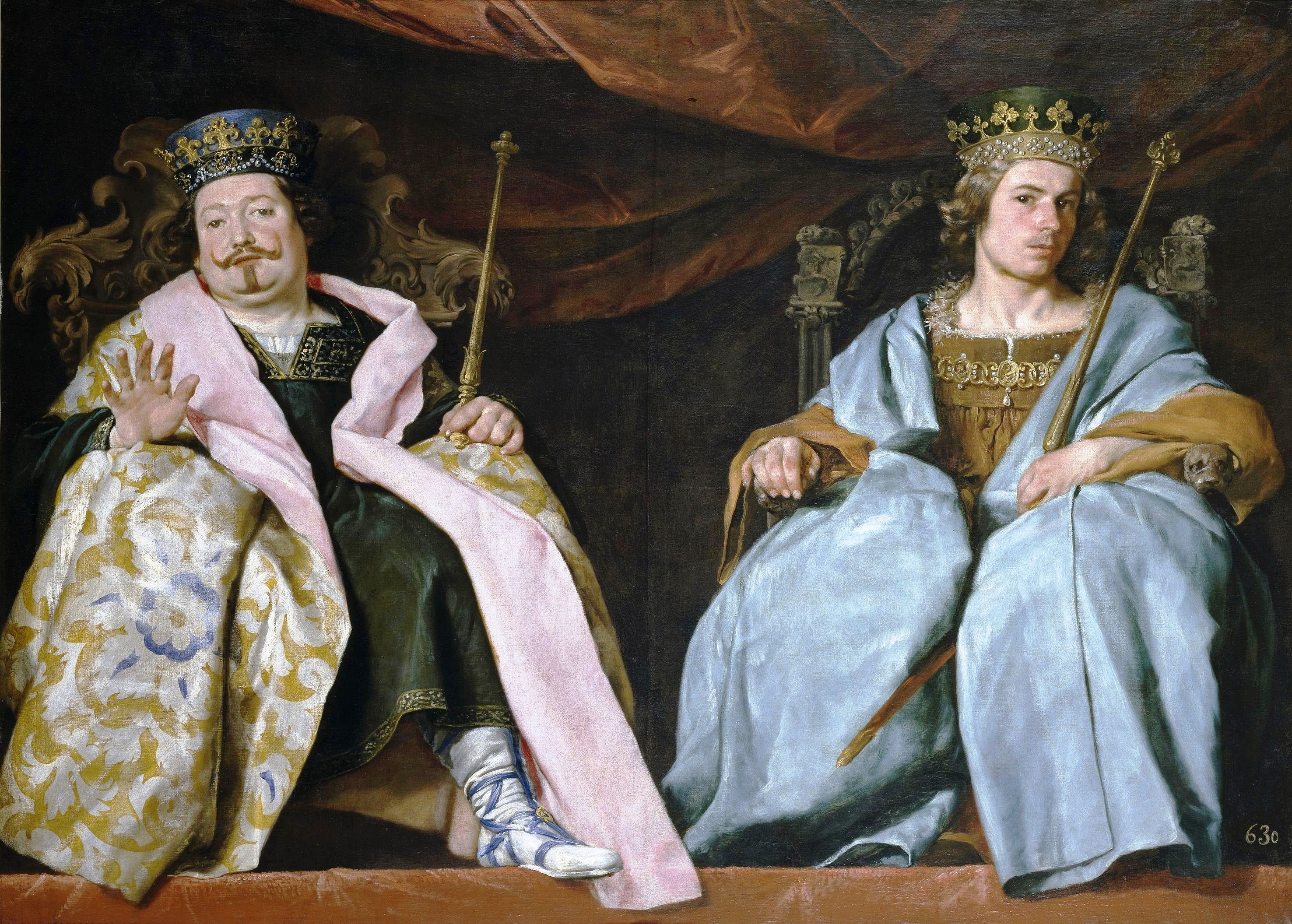
ملكت القوط الغربيين (نحو 1641) بواسطة ألُنصو كانو

الحكومة الثنائية شكل من أشكال الحكومة التي تتميز بالحكم الثنائي، حيث يحكم شخصان نظامًا سياسيًا معًا إما بحكم القانون أو حكم الأمر الواقع عن طريق التواطؤ والقوة.